# Diario de la Liga Nacional Siria
Diario de la Liga Nacional Siria (nombre oficial en árabe: جريدة الرابطة الوطنية السورية‎ o Jaridat Ar'Rábita Al-Wataniya As'Suriya) fue un periódico de lengua árabe publicado en Buenos Aires, Argentina desde 1929 hasta 1934. El periódico servía a la comunidad árabe asentada en Argentina. El periódico era publicado por Jalil Saade, el padre del político libanés Antún Saade.